# Ignaz Moscheles
Ignaz (Isaac) Moscheles (Prága, 1794. május 23. – Lipcse, 1870. március 10.) cseh zeneszerző és zongoravirtuóz.
A zenetanulással édesapja ösztönzésére kezdett foglalkozni, Beethoven akkor forradalminak számító zenéjének szenvedélyes rajongója lett. Kiemelkedő tehetségének köszönhetően tanulmányait a Prágai Konzervatórium után Bécsben folytatta, ahol keresztnevét Ignazra változtatta. Bécsnek kisvártatva kedvelt zongoravirtuóza lett.
Az 1814-15-ös Bécsi Kongresszusra elkészítette a „Sándor variációk” (Alexander Variations, Op. 32) című művét, mely igen nagy népszerűségre tett szert, későbbi nyugat-európai turnéin is gyakran eljátszotta. Bécsben találkozott Meyerbeerrel, akivel barátságot kötöttek. Példaképével, Beethovennel még a bécsi évek alatt megismerkedett meg, a mestert annyira lenyűgözte a fiatalember képessége, hogy megbízta Fidelio c. zongorakivonatának elkészítésével.
A bécsi időszakot nagy sikerű európai turné követte, főként Londonban fogadták kiváltképp szívélyesen. Néhány évre le is telepedett itt, majd a Londoni Zeneakadémia 1822-ben tiszteletbeli tagjává fogadta. Tanácsadója volt a Királyi Filharmóniai Társaságnak és Sir George Smartnak is, később pedig elnyerte az „Albert herceg zongoristája” címet is.
Abraham Mendelssohn-Bartholdy 1824-ben megbízta Moschelest gyermekei, Felix és Fanny zenetanításával. Moscheles felfedezte Felix Mendelssohn kiváló tehetségét, valamint igyekezett őt segíteni pályáján is. A kontinens kiemelkedő zenészeiként őt és Beethovent mutatta be a Királyi Filharmóniai Társaságnak küldött levelében. A Társaság képviselője 1825-ben találkozott Mendelssohnnal, aki 1829-től Londonban koncertezhetett. Az immár idős, beteg Beethovent anyagilag segítette a Társaság, a mester pedig cserébe felajánlotta, hogy megírja a Tizedik Szimfóniát, ami sajnos már nem készülhetett el.
Moscheles szólóesteket adott, folyamatosan népszerűsítette Beethoven műveit, majd ő vezényelte 1832-ben a Missa Solemnis londoni bemutatóját. Liszt Ferenc mellett őt is tartják még a szólózongora-est „feltalálójának”. A csembalót, mint szólóhangszert újra felfedezte; Bach két csembalóra írt darabjait Mendelssohnnal gyakran előadták Londonban.
A komponálás és a koncertezés mellett Moscheles bevételének oroszlánrésze a tanításból származott. 1843-ban, amikor Mendelssohn megalapította a Lipcsei Konzervatóriumot, meghívta őt kollégájának, ami Moscheles szívesen elvállalt. Mendelssohn halála után, 1847-től pedig a konzervatórium vezetője lett. Munkásságuk hatásaként Angliában a Lipcsei Konzervatóriumot oly nagyra becsülték, hogy számos tanítványt küldtek oda a szigetországból. A legtehetségesebb tanítványok közé tartozott Moscheles idejében Arthur Sullivan és Charles Villiers Stanford. Ő adott egész életre szóló biztatást az igen tehetséges, gyermek Max Bruchnak is.

## Munkássága
Moscheles 142 művet írt, számos szimfonikus művet, nyitányt és szimfóniát, nyolc zongoraversenyt (ezekből csak az utolsó maradt fenn, ez is töredékesen), népdal-variációkat és -fantáziákat, több zongoradarabot, szonátákat és etűdöket.